# Komet Siding Spring 2
Komet Siding Spring 2 ali 162P/Siding Spring je periodični komet z obhodno dobo okoli 5,3 let.

 Komet pripada Jupitrovi družini kometov. Spada tudi med blizuzemeljska telesa (Near Earth Objects ali NEO).
.

## Odkritje
Komet so odkrili 10. novembra 2004 v okviru programa Siding Spring Survey (Siding Spring Survey ali SSS) v Avstraliji. Najprej so bili prepričani, da so odkrili precej velik asteroid. Dali so mu oznako 2004 TU12. Šele 12. novembra so opazili tudi rep, ki je bil viden samo nekaj tednov. Tako so lahko najdeno nebesno telo proglasili za komet .

## Lastnosti
Premer jedra kometa je 6,0 km, kar je največji znani premer kometa iz Jupitrove družine kometov .
Ob odkritju je imel magnitudo 14 .

Zemlji se je 30. oktobra 2004 pribličal na samo 0,44 a.e.